# 埃斯佩尔斯
埃斯佩尔斯（法語：Esperce，法語發音：[ɛspɛʁs]）是法国上加龙省的一个市镇，属于米雷区。

## 地理
埃斯佩尔斯（43°17'49"N, 1°24'4"E）面积16.42 平方千米，位于法国奧克西塔尼大區上加龙省，该省份为法国西南部内陆省份，西南端与西班牙接壤，自此顺时针与上比利牛斯省、热尔省、塔恩-加龙省、塔恩省、奥德省和阿列日省接壤。
与埃斯佩尔斯接壤的市镇（或旧市镇、城区）包括：莱兹河畔莱扎、科雅克、加亚克图尔扎、格拉扎克、拉格拉斯迪约、莫雷萨克、皮达涅勒、莱兹河畔圣叙尔皮斯。

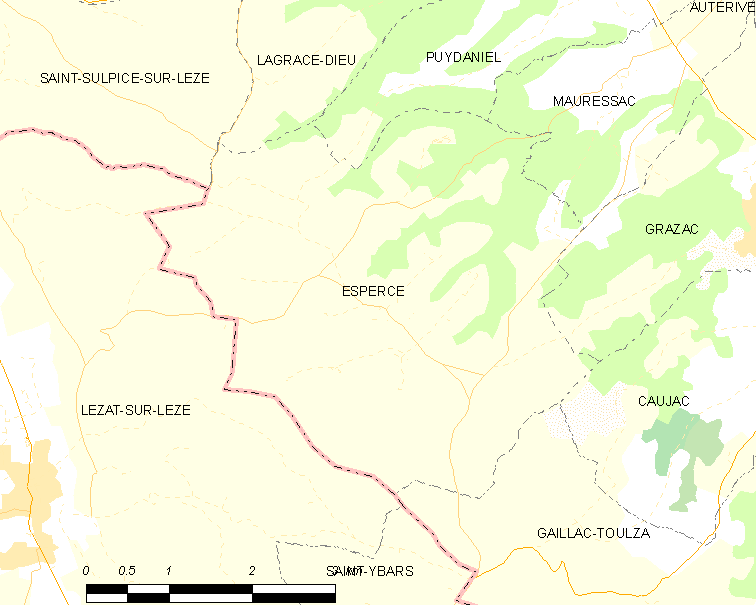
埃斯佩尔斯的OSM定位图

埃斯佩尔斯的时区为UTC+01:00、UTC+02:00（夏令时）。

## 行政
埃斯佩尔斯的邮政编码为31190，INSEE市镇编码为31173。

## 政治
埃斯佩尔斯所属的省级选区为欧特里沃县。

## 人口

1962-2008年间埃斯佩尔斯人口变化图示

埃斯佩尔斯于2022年1月1日时的人口数量为281人。